# 福里斯特堡 (紐約州)
福里斯特堡（英語：Forestburgh）是一個位於美國紐約州沙利文縣的鎮。

## 人口
根據2020年美國人口普查的數據，福里斯特堡的面積為145.85平方千米，當中陸地面積為141.88平方千米，而水域面積為3.85平方千米。當地共有人口808人，而人口密度為每平方千米6人。